# Partido Revolucionario Auténtico
El Partido Revolucionario Auténtico (PRA) fue un partido político de Bolivia liderado por Walter Guevara Arze.

## Historia
El PRA fue fundado en 1959 como una facción del Movimiento Nacionalista Revolucionario (MNR), el partido gobernante bajo la presidencia de Víctor Paz Estenssoro, por Wálter Guevara Arze, antiguo ideólogo y ministro de Relaciones Exteriores del MNR, quien se opuso sin éxito a Víctor Paz Estenssoro en la elección presidencial de 1960, con un 14% de los votos. Originalmente fue conocido como Movimiento Nacionalista Revolucionario Auténtico (MNRA).
El partido fue dirigido por Guevara Arze, Jorge Ríos Gamarra y José Luis Jofré.
El Partido Revolucionario Auténtico adoptó una posición reformista y nacionalista que criticaba lo que consideraba una influencia excesiva de los sindicatos de izquierda en el Movimiento Nacionalista Revolucionario y en general en la política boliviana.
En 1962, Guevara Arze se había convencido de que el MNRA debía establecer su propia identidad separada de la del MNR, por lo que se rebautizó como Partido Revolucionario Auténtico, excepto por un pequeño grupo de disidentes que desertaron del liderazgo de Guevara Arze y conservaron el antiguo nombre. El símbolo del partido en aquel entonces era una mano con los tres dedos centrales abiertos.
El PRA presentó candidatos al Congreso en las elecciones de 1962, pero se abstuvo de la votación de 1964 como una medida de su continua oposición a Víctor Paz Estenssoro.
El Partido Revolucionario Auténtico apoyó el golpe del General René Barrientos Ortuño del 4 de noviembre de 1964, derrocando a Víctor Paz Estenssoro. Wálter Guevara Arze y el PRA apoyaron formalmente la candidatura presidencial de René Barrientos en las elecciones de 1966, y el Partido Revolucionario Auténtico sirvió como parte de la coalición gobernante de partidos hasta 1969. Incluso después de la muerte de Barrientos, Guevara Arze continuó como embajador de Bolivia en las Naciones Unidas bajo los presidentes Luis Adolfo Siles Salinas y Alfredo Ovando Candía, hasta 1970.
El Partido Revolucionario Auténtico estaba en menos simpatía con el gobierno de Hugo Banzer Suárez y se opuso a la continuación de ese régimen después de 1974, cuando Guevara Arze fue enviado al exilio después de haber criticado al Gobierno.
En las elecciones presidenciales de 1978 y 1979, el Partido Revolucionario Auténtico apoyó la candidatura de Víctor Paz Estenssoro a la presidencia, con Guevara Arze como candidato a la vicepresidencia en 1978.
En 1979, Guevara Arze fue elegido presidente del Senado. El 8 de agosto de 1979, cuando el Congreso no pudo ponerse de acuerdo sobre la elección de presidente entre los dos candidatos principales, fue nombrado presidente interino de la República, a la espera de la celebración de nuevas elecciones en mayo de 1980. Ocupó este cargo por menos de tres meses, siendo derrocado por el coronel Alberto Natusch Busch. Las dos semanas que siguieron fueron quizás las mejores de Guevara Arze como estadista; se opuso enérgicamente a Alberto Natusch Busch y ayudó a reunir la oposición civil y militar al gobierno del coronel. Alberto Natusch Busch fue expulsado de su cargo, pero se necesitaron compromisos políticos que impidieron a Wálter Guevara Arze volver a asumir la presidencia interina. Ese mensaje fue para Lidia Gueiler Tejada, una líder disidente del Partido Revolucionario de la Izquierda Nacionalista, que también había respaldado a Víctor Paz Estenssoro en las elecciones generales de 1979.
Como presidenta interina, a Lidia Gueiler Tejada se le encomendó la tarea de conducir a la nación a nuevas elecciones generales en 1980. El Partido Revolucionario Auténtico tenía ya pocos seguidores populares o bases más allá de las ambiciones y el prestigio personal de Guevara Arze, y es principalmente útil para la construcción de coaliciones. Cuando el partido presentó a Wálter Guevara Arze como candidato el 29 de junio de 1980, obtuvo solo un 2,78% de los votos; sin embargo logró elegir 3 diputados. El 17 de julio de 1980, Lidia Gueiler Tejada fue derrocada por el General Luis García Meza Tejada.
El Partido Revolucionario Auténtico no volvió a tener actividad política después de 1980, ya que en las elecciones desde 1985 en adelante no volvió a presentar candidaturas.

## Resultados electorales
| Año  | Votos                                                    | %                                                        | Escaños                                                  | Escaños                                                  |
| Año  | Votos                                                    | %                                                        | Cámara                                                   | Senado                                                   |
| ---- | -------------------------------------------------------- | -------------------------------------------------------- | -------------------------------------------------------- | -------------------------------------------------------- |
| 1960 | 139 713                                                  | 14,5                                                     | 14/68                                                    | 0/18                                                     |
| 1962 | 44 296                                                   | 4,2                                                      | 3/72                                                     | 0/27                                                     |
| 1964 | 92                                                       | 0,0                                                      | 2/73                                                     | 0/27                                                     |
| 1966 | Dentro de Frente de la Revolución Boliviana              | Dentro de Frente de la Revolución Boliviana              | Dentro de Frente de la Revolución Boliviana              | Dentro de Frente de la Revolución Boliviana              |
| 1979 | Dentro de Movimiento Nacionalista Revolucionario–Alianza | Dentro de Movimiento Nacionalista Revolucionario–Alianza | Dentro de Movimiento Nacionalista Revolucionario–Alianza | Dentro de Movimiento Nacionalista Revolucionario–Alianza |
| 1980 | 36 443                                                   | 2,8                                                      | 3/130                                                    | 0/27                                                     |